# Ernest Soares
 (mai 2020).
Pour les articles homonymes, voir Soares.
Ernest Joseph Soares (20 octobre 1864 - 15 mars 1926), d'Upcott House dans la paroisse de Pilton, près de Barnstaple dans le North Devon, est un avocat britannique et un homme politique libéral.

## Biographie

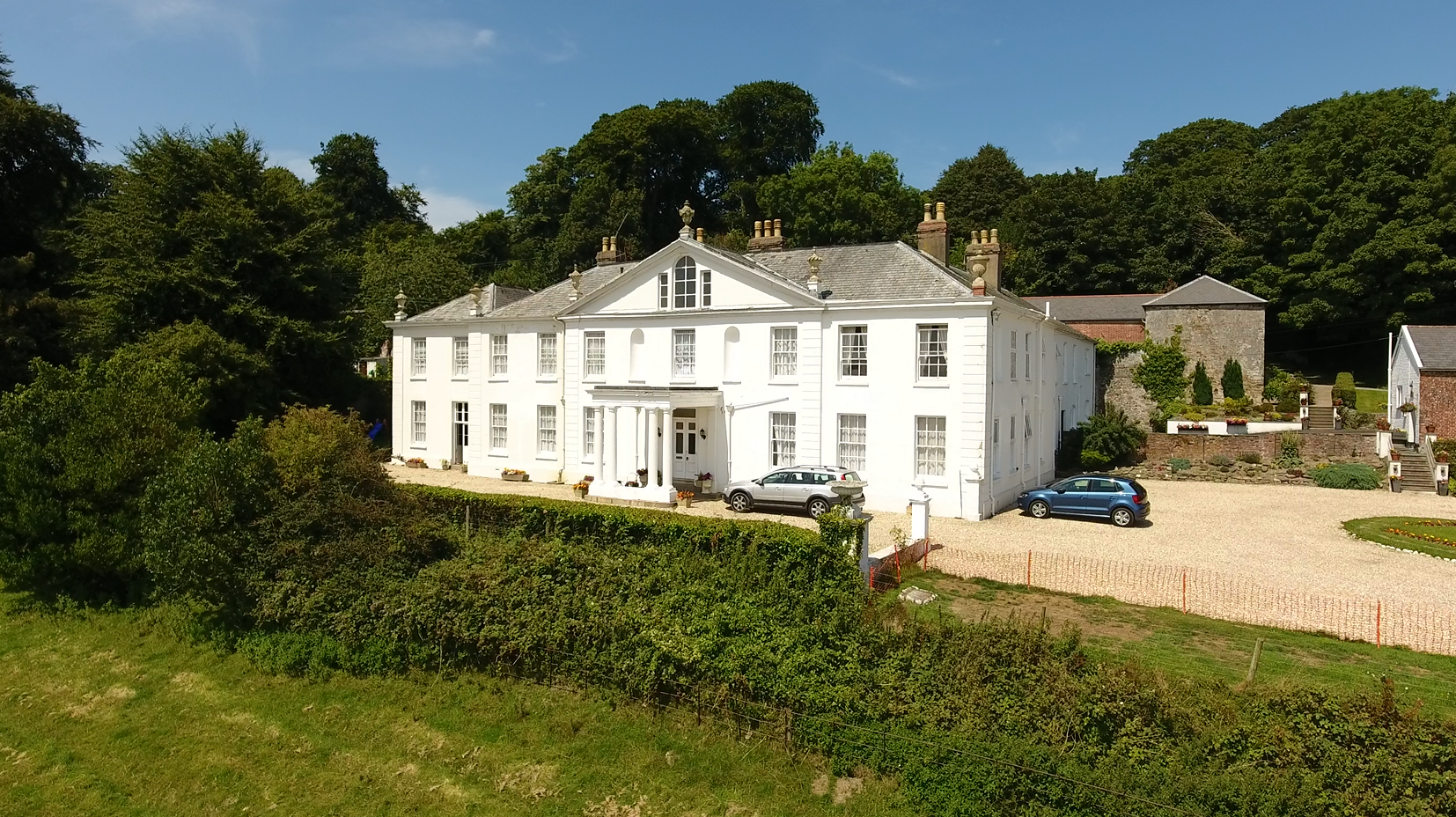
Upcott House dans la paroisse de Pilton, près de Barnstaple, Devon, résidence de Soares de 1901 à avant 1917

Il est le fils de José Luís Xavier Soares, un marchand de Liverpool d'origine indienne dont les origines remontent à Ucassaim, Goa en Inde portugaise. Avant la conversion au Christianisme, la famille est composée de brahmanes Gaud Saraswat portant le nom de famille Gaitonde. 
Il fait ses études au St John's College de Cambridge, où il étudie le droit. Il est associé chez Allen, Prestage et Soares, solicitors, de Manchester. En 1900, il est élu à la Chambre des communes pour Barnstaple et loue Upcott House, où il réside en 1901, un grand manoir géorgien en stuc blanc à un mile du centre de Barnstaple et un point de repère important pour les électeurs et les habitants de cette ville. Il sert dans l'administration libérale de Herbert Henry Asquith en tant que Lord du Trésor de 1910 à 1911. La dernière année, sa santé défaillante le force à démissionner de ce poste et de son siège à la Chambre des communes. Il est fait chevalier la même année. 

## Mariage et descendance
Lorsque Soares travaille comme avocat à Manchester et réside à Woodheys, sur Washway Road, à Ashton upon Mersey (aujourd'hui Sale), il épouse Kate Carolyn Lord (1864-1932), fille de son proche voisin Samuel Lord (en) (1803-1889), le millionnaire américain d'origine britannique et fondateur de Lord & Taylor qui est aujourd'hui le plus ancien grand magasin de luxe des États-Unis. Lord est né à Saddleworth, Cheshire, et a émigré en Amérique vers 1821. Ayant pris sa retraite de la gestion de son empire de vente au détail, en 1866, il retourne en Angleterre et réside à Oakleigh, sur The Avenue à Ashton upon Mersey. Lord laisse neuf millions de dollars (1,848 million £ ) à sa mort. Par sa femme, Soares a une fille unique: 
- Kate Rose Mary Soares (née en 1894), qui épouse le capitaine Walter Bell (en) (1880–1954)[6], connu sous le nom de Karamojo Bell, l'aventurier écossais et chasseur de gros gibier africain.

Il est décédé à Mayfair, Londres, en mars 1926, à l'âge de 61 ans. 